# 花岡事件
花岡事件（はなおかじけん）は、1945年6月30日、国策により中国から秋田県北秋田郡花岡町（現・大館市）へ強制連行され鹿島組 (現鹿島建設) の花岡出張所に収容されていた 986人の中国人労働者が、過酷な労働や虐待による死者の続出に耐えかね、一斉蜂起、逃亡した事件。警察や憲兵隊により鎮圧･逮捕され、中国人指導者は有罪判決、鹿島組現場責任者らも終戦後、戦犯容疑で重刑を宣告 (のち減刑) された。事件後の拷問も含め、中国人労働者のうち、45年12月までに400人以上が死亡した。
この事件をめぐり、元労働者の生存者と遺族の計 11人が中国人強制連行強制労働被害者として日本で初めて、当時の使用者鹿島建設を相手に損害賠償を求めて訴訟を起した。第一審は原告請求棄却、原告側は東京高等裁判所に控訴、同裁判所が和解案を提示していたが、2000年11月29日、鹿島は企業としても責任を認め、原告11名を含む986人全員の一括解決を図るために5億円の基金を設立することで和解が成立した。
なお、「花岡事件」とは狭義の意味では日本側がつけた中国人の「暴動事件」の名称であるが、広義においては、中国人労務者の第一陣が花岡出張所に連行され、GHQによって停止させられるまでの約18か月間に彼らをめぐって起こった、本項における事件を指す。後者は、1980年代からの鹿島建設への法的・道義的責任追及と被害者の被害回復のための一連の活動および訴訟のなかで、鹿島建設による「花岡強制連行・強制労働事件」という視点からの意味も含んでいる。

## 事件の背景
日中戦争の長期化と太平洋戦争の開始にともない、日本国内の労働力不足は深刻化し、鉱山や土木建設などを中心とした産業界の要請を受け、東条内閣は1942年（昭和17年）11月27日に「国民動員計画」の「重筋労働部門」の労働力として中国人を内地移入させることを定めた「華人労務者内地移入に関する件」を閣議決定した。44年2月の次官会議決定によって、同年8月から翌1945年5月までの間に三次にわたり38,935人の中国人を日本に強制連行し、国内の鉱山、ダム建設現場など135の事業場で強制労働させた。
古くから銅の産地として知られていた東北北部三県（青森、岩手、秋田）の中央に位置する北秋田郡花岡町（現在の大館市）には藤田組（現・同和鉱業）の花岡鉱業所があり、軍需生産のための増産体制によって乱掘が繰り返された。このため1944年5月、七つ館鉱の上を流れる花岡川が陥没するという大落盤事故が発生し、花岡川の付替工事が要請された。（現在も犠牲者は埋まったままである。）その工事を藤田組の土木部門を請け負ったのが鹿島組（現・鹿島建設株式会社）で、44年８月以降、鹿島組花岡出張所に強制連行された986人の中国人は、主に花岡川の改修工事に従事させられた。地元住民の証言によると、「ガリガリに痩せ、骨と皮だけだった。」それに見かねた地元住民は、おにぎりをわざと落とし立去る事をしてた。

## 事件の概要
中国人たちは「中山寮」という収容所に入れられ、粗悪で少量の食料と過酷な労働、補導員と呼ばれた鹿島組職員の虐待の中で次々と殺されていった。労働、生活条件の劣悪さは、986人のうち418人が死亡したという事実に示されており、彼らの飢えと栄養不足の凄まじさは生存者および現地の住民、医師等といった日本人の証言で明らかにされている。
過酷な労働と生活、非人間的処遇に耐えかねた中国人たちは、45年6月30日夜（7月1日との説もある）、一斉蜂起し日本人監督４名と日本人と内通していた中国人１名を殺害して中山寮から逃亡した。しかし直ちに憲兵隊、警察、地元警防団らによって鎮圧、再び捕らえられ、逮捕時に殺害された者がいた他、共楽館前の広場に集められて炎天下にさらされ、取調では凄まじい拷問にさらされ、蜂起の後の３日間で実に100名を超える人々が虐殺された。死体は10日間放置された後、花岡鉱業所の朝鮮人たちの手で3つの大きな穴が掘られ、埋められた。
捕えられた中国人の中で起訴された者が勾留された他は、この後も中国人たちの状況に変化は無く、さらには8月15日の終戦後もこの状態は続き、最終的には秋ごろのGHQによる発見･介入によって事態は終了した。7月に100人、8月に49人、9月に68人、10月に51人が死亡している。鹿島組は中国人の分も食料や物品の配給を受けていたが、ピンハネにより中国人には殆ど行き渡っていなかったもので、事件後に食料についてはようやく改善されたとの一部の中国人証言もある。しかし、それでも死者が多数続き、待遇もむしろ起訴されることになって拘置所に入れられた中国人の方が良いレベルであったという。
逮捕された中国人の取調責任者である当時の大館警察署の元署長は、共楽館前に集めたのは中国人らがリンチに遭うのを恐れて彼らが希望したためであり（後の雑誌では、この元署長は中国人を捕まえた警防団が自然に共楽館に集めたように述べている。）、日射病で倒れた者が数人いるだけ、拷問はなく、食事も与えた、事件後は鹿島組の暴力もやめさせたと主張し、警察が調べられる筋合いは無く、自身が後にこの件で逮捕・起訴されたのは鹿島組の弁護士がキーナン検事との個人的な関係を利用し警察に罪を押し付けたためと聞いていると主張した。しかし、共楽館前には中国人が逮捕された者から次々と連れて来られていること、日本人にも広場だけで中国人57人が亡くなったことを証言する関係者がいること、中国人側も憲兵らは拷問をしなかったのに対し警察は自供しても拷問したと証言していることから、野添憲治は、この元署長の証言は信頼できず、共楽館内で取調を行うため、共楽館前の広場に集めたものとしている。（憲兵らは中国にいた経験がある者が多く、中国人がメンツを重んじることを知っていたため、一人ひとりを分けて取り調べる等の形でうまく取扱い、そのため拷問の必要もなかったという。）

## 事件後の状況

### 労務者の状況に関する公機関の報告
暴動の原因について調査を命じられた当時の仙台俘虜収容所所長より東京の俘虜情報局あての報告書（1945年7月20日付）には「元来十時間作業ナルモ六月二十日ヨリ縣下一斉突撃作業ト称シ二時間延長ヲナシ十二時間トシタルモ之ニ対スル食糧ノ加配ナシ」、「食糧逼迫シ配給量必ズシモ満腹感ヲ得ルニ足ラザルニ拘ラズ組幹部ハ主食ノ一部ヲ着服シアリシモノノ如シ」、「華人労務者ニ対シテ一般ノ購入ヲ禁ジアルタメ個人トシテノ所持金ノ必要ナシト称シ昨年ノ八月以降労銀ノ支払イヲナシアラズ」と労務加重、食糧不足、労賃の未払いがあることが記載され、更に「華人ヲ取扱フコト牛馬ヲ取扱フ如クニシテ作業中停止セバ撲（ぶ）タレ部隊行進中他ニ遅レレバ撲レ彼等ノ生活ハ極少量ノ食糧ヲ与エラレ最大ノ要求ト撲ラレルコトノミト言フモ過言ニアラズ」と当時の状況の過酷さが記されている。

### 蜂起者に対する判決
1945年9月11日の秋田地裁判決では、国防保安法、戦時騒擾殺人事件等で中国人大隊長・耿諄氏ら13名が起訴され、有罪判決が下された(その後、全員釈放)。これについて占領下で法灯を守り続け判決を出したことを評価する者もいたというが、赤津益造はこれを倒錯した法律論と評している。

### 酷使・虐待の終了とその裁判
敗戦後の1945年9月から10月にかけて、花岡町観音堂にあった連合国軍の捕虜収容所（仙台第７分所）を調査していた米軍が中山寮を視察、放置された中国人の遺体や生存者を発見した。米軍による本格的調査がなされ、花岡での強制労働の実態、花岡事件の事実が明るみに出された。1947年からの米軍第八軍による花岡ＢＣ級軍事裁判（横浜法廷）では、8名が戦争犯罪人として裁判にかけられ、1948年3月1日に鹿島組関係者の4名と大館警察署の2名の計6名に絞首刑3名、無期2名、懲役20年1名の有罪判決が下された。（その後、絞首刑は無期に減刑されるなどし、結局1955年までには全員が釈放された）。

### 企業側の対応
米軍の事件調査にあたっては、鹿島組ばかりか、中国人を使用した日本建設工業統制組合の他の13社も鹿島組の長である鹿島守之助が逮捕されることになれば自分らにも累が及ぶとして、業界を挙げて莫大な金を使い戦犯逃れに全力を挙げた。関係者弁護のために大量の弁護団が組まれ、結果、裁判には鹿島組花岡出張所の関係者と警察の関係者のみがかけられ、いわば現場関係者と警察のみが責任を押し付けられる形となった。
鹿島組及び統制組合が弁護士と結んだ契約の報酬内容は以下の通り。
1. 現在巣鴨拘置所ニ収容中ノ鹿島組職員七名（以下単ニ収容者ト称ス）全部無罪トナリ、且ツ鹿島組及ビ関係依頼者二対シ、全然波及セザル 場合　金四十万円也
2. 収容者ノミノ刑罰二ヨリ事件終了シ、鹿島組及ビ関係依頼者二対シ事件波及セザル場合　金二十万円也
3. 事件鹿島組ニ波及シ其他ノ関係依頼者二波及セズシテ終了ノ場合　(ｲ)金八万円也　(ﾛ)鹿島組無罪の場合　金八万円也　(ﾊ)（略する）
4. 鹿島組及ビ関係依頼者二対シ事件波及セル場合　(ｲ)鹿島組無罪の場合　金八万円也　(ﾛ)関係依頼者無罪の場合、無罪一社（組）ニ付キ　金四万円也

統制組合の鹿島組以外の13社（関係依頼者）も自身らが罪に問われる可能性があると懸念していたため、弁護団との報酬契約書では常に鹿島組と関係依頼者が挙がっており、この両者は対等に挙げられているが、鹿島組・関係依頼者と既に拘置所に収容されていた鹿島組の現場関係者ら（収容者）とは決して対等ではない。契約は、通常考えられるような、各級・各レベルでそれぞれ幾らといった形でなく、ほぼ全ての場合で鹿島組と関係依頼者の両者を救うことが条件となっており、両者いずれかしか救えなかった場合にのみ、鹿島組や関係依頼者あたり幾らという形の条件になっていて、戦争犯罪でしばしば見られたように、もし取調べられた者が上からの指示・命令に責任があるようなことを言い出せば、弁護士らがもっともらしいことを言って彼らを騙してでも口止めすることが事実上期待されていることを示す契約内容となっている。
また、これら建設会社は、統制組合の形で、自身らが政府に依頼して中国人を集め、これら強制連行された中国人を使って事業を行い、効率至上主義の結果としての虐待により多数の死傷者や病人を出しながら、これらをもともと病人や劣弱な者ばかりであったためとし、自身らがむしろ損害を受けたとして補償金を政府に要求、癒着でもあったのかと疑うのでもなければ、なぜか不思議なことにこれらが認められ、多額の補償金を税金から受取っている。

## 鹿島建設との交渉開始
1960年代後半に、地元秋田県能代市在住の作家野添憲治らが、関係者らからの聴き取りを基にルポルタージュを発表するなどして、次第に世に知られるようになった。強制連行され生き延びた中国人の大方は日本の敗戦後、大陸に送還されたが日本に残った人もいた。
1980年代、日本残留者である劉智渠、宮英俊、李振平ら4名は作家の石飛仁の支援を受けて、鹿島組の後身である鹿島建設㈱に対して未払い賃金の支払い交渉を始めた。その後弁護士の新美隆、内田雅敏らが代理人として交渉の任にあたった。この交渉経過を共同通信が配信し北海道新聞が報道したところ、中国の『参考消息』紙に転載され、それを中国河南省に帰還していた耿諄が見たところから、中国国内に帰国していた生存者および遺族の連係が生まれた。
1987年6月、42年ぶりに耿諄が来日、大館市主催の中国人殉難者慰霊式に出席した。1989年、中国国内で分断されていた生存者や遺族ら約40人が集まり「花岡受難者聯誼会」が結成され、鹿島に対する三項目要求（謝罪、記念館建設、賠償）が宣言された。

## 「共同発表」で責任を認める
1990年1月より、弁護士の新美隆、愛知県立大学教授（当時）の田中宏、華僑の林伯耀を代理人として、鹿島との交渉が始まった。数回の交渉を経て、1990年7月5日、中国側と鹿島側双方が明らかにした合意事項が発表される。鹿島は当時の強制労働について企業責任を認め「深甚な謝罪の意」を表明した。中国側の賠償請求に対しては消極的な姿勢に終始したが、中国人強制労働問題で企業が正式に謝罪したのは初めてだった。

## 提訴から和解の成立まで
その後の交渉には進展が見られず、特に賠償問題については鹿島建設との合意が全く得られず1995年3月、交渉は打ち切られた。
同年6月28日、耿諄を団長とした11名の生存者・遺族が原告となり、鹿島建設に対して一人当たり金500万円の損害賠償請求を求めて東京地裁に提訴、強制連行強制労働事件の中国人被害者による最初の訴訟となった。しかし1997年12月10日、東京地裁は、事実審理をすることもなく、時効、除斥期間の法律論だけで請求を棄却した。
控訴審は1998年7月に開始され、東京高裁第１１民事部(新村正人裁判長)は、翌99年9月、職権で和解を勧告した。代理人は原告と協議して賛同を得、全権委任状に原告全員の署名を得たうえで、和解協議に入った。また、代理人らの要請を受けて、同年2月、中国紅十字会が信託行為の受託者として和解手続きに参加することを表明、これらを受けて、2000年4月、裁判所は和解勧告を原告被告双方に提示した。
原告代理人は、4月末、北京に飛び、裁判所の和解勧告書および口頭見解を中国語に翻訳したうえで、それまでの経過を原告や聯誼会幹事らに報告、議論の後、全員の同意を得た。鹿島側の抵抗は強かったが結局、裁判所の指揮に応じる構えを見せ、裁判所は自ら作成した和解条項案を提示、確定した和解成案を持って代理人らは北京に飛び、紅十字会、耿諄らに報告、原告全員が参加した会議で和解条項を報告し賛同を得た。
11月29日、東京高裁で和解が成立、公表された。
成立した和解は、和解条項の第１項で、1990年7月5日、鹿島建設と中国人受難者聯誼会が連名でなした前記の「共同発表」を再確認することから始まっている。和解の内容は、以下の通りである。
1. 当事者双方は、1990年7月5日の「共同発表」を再確認する。ただし、被控訴人（被告。鹿島のこと）は、右「共同発表」は被控訴人の法的責任を認める趣旨のものではない旨主張し、控訴人らはこれを了解した。
2. 鹿島は問題解決のため、利害関係人中国紅十字会に5億円を信託し、中国紅十字会は利害関係人として和解に参加する。
3. 信託金は、日中友好の観点に立ち、花岡鉱山現場受難者の慰霊及び追悼、受難者及び遺族らの生活支援、日中の歴史研究その他の活動経費に充てる。
4. 和解は、花岡事件について全ての未解決問題の解決を図るものである。受難者や遺族らは、今後国内外において一切の請求権を放棄する。原告以外の第三者より、鹿島へ花岡事件に関して賠償請求が行われた場合、中国紅十字会と原告は、責任を持って解決し、鹿島に何らの負担をさせないことを約束する。

この和解の最大の特徴として、原告11人だけではなく被害者986人全員が和解金を得られよう金５億円を中国紅十字会に信託、「花岡平和友好基金」として被害者の慰霊と支援を目的に管理し運用することでの全体解決、一括解決をはかったことにある。この「従来の和解の手法にとらわれない大胆な発想」（新村正人裁判長・所感より）である信託法理に基づく解決は訴訟に参加していないすべての被害者の被害回復権が保障され、法的解決が困難であった戦後補償裁判においては現実的かつ画期的な解決方法とされた。新村正人裁判長は「広く戦争がもたらした被害の回復の問題を含む事案の解決には種々の困難があり、立場の異なる双方当事者の認識や意向がたやすく一致し得るものではない。裁判所が衡平な第三者としての立場で調整の労をとり一気に解決を目指す必要があると考えた」という所感を発表した。

## 和解成立後の論争と和解の意義
和解成立直後からマスコミ報道や識者等からは「画期的な成果」「過去の克服のモデルケース」として評価される一方、当初から批判もなされた。和解直後に鹿島がホームページで「補償や賠償の性格を含むもの」ではない記載したため(後に削除)、原告の一部が反発した。鹿島があくまでも法的責任を認めていないことに対して、原告らはこれを「了解した」という文言への解釈が論争を呼び、和解の是非についての論争が起こった。
和解批判の急先鋒であったのは主に野添憲治（2018年4月死去）、山邉悠喜子、石田隆至、張宏波など和解から離脱した耿諄（2012年8月死去）を支持する側で、ネットや出版活動を通して和解および原告側代理人を批判、抗議する言論を積極的におこなった。

### 雑誌『世界』での和解論争
なかでも、精神科医の野田正彰による「耿諄は日本側支援者に騙されたと語っている」という新聞、雑誌への一連の投稿をきっかけに、雑誌「世界」誌上において日本側の代理人・支援者である田中宏、内田雅敏、林伯耀と野田正彰との間で論争となった。（なお、新美隆弁護士は2006年12月に他界）。2009年9月号において直接の当事者ではない内海愛子、高木喜孝、有光健らが約半年をかけて問題点を整理、資料と日中双方の証言をもとに検証し、論争へのいったんの区切りをつけた。この検証により、和解条項を弁護団が原告に説明する際にどこまで中国語に逐語訳されていたのかが曖昧であり、和解条項を中国語に翻訳した書面が確認されていないことが問題点として挙げられた。その背景に原告側と弁護団・支援者達との深い友情と信頼関係があり、意思の疎通が厳密でなかったことが指摘された。
誌上での論争から10年後の2019年2月、当時訴訟の担当で和解勧告を出した元東京高裁判事の新村正人は同誌において「先鞭をつけた私ども合議体の努力が関係者から評価されたものと受け止め、有難いことと思っている」と花岡和解の意義を強調し、「和解の成立は当事者双方が聡明にして未来を見据えた解決の方法を模索し努力した結果であり、この貴重な成果を範とし民間のレベルで解決を図る積み重ねが底流となって日中関係が良い方向に向かうことを期待します」という手記をNHKの番組にも寄せた。

### 花岡和解の意義とその後の展開
花岡和解論争は、賠償金の額、企業の謝罪と内容、記念碑（館）の建立、基金の運営方法、被害者の「心の和解」の受け入れなど多くの課題を残し、以降に続く強制連行事件を解決する際の貴重な教訓ともなった。花岡和解をベースにして、以降、西松建設の中国人強制連行損害賠償請求訴訟においては和解条項の文言を花岡和解の「共同発表」から援用し、信託方式が採用された。三菱鉱業（現・三菱マテリアル）においては過去最大規模の3700人以上の被害者および遺族との間で和解調印がおこなわれるまでに至り、企業が歴史的責任を認めて謝罪し、基金を通しての賠償や記念碑等の建立などのほか、いまだ判明していない被害者や遺族の所在調査にも協力するとした。被害者と遺族を救済するため、和解が終局的・包括的解決に向けての有効な選択肢になることは、韓国人元徴用工問題にも大きな示唆を与えている。

## 中国紅十字会に信託された補償金
その後「花岡平和友好基金」として中国紅十字会に信託された5億円の和解金については、全被害者のうち居所が判明した半数の約500人に対する支給、毎年6月30日に秋田県大館市で行われる追悼式に参加するための被害者・遺族の渡航費用、さらには中国・天津の中国人強制連行記念館『在日殉難烈士・労工紀念館』の一角に建設された「花岡暴動烈士紀念園」の建設費用等として支出されている。

## 地元・大館市の慰霊活動

### 殉難者慰霊式の開催
1950年に旧花岡町の主催ではじまった中国人殉難者慰霊式は、事件発生から40年目の1985年に当時の革新市政が中心となって十瀬野公園墓地で大規模に開催され、以来、途切れることなく現在まで毎年執り行われている。中国から生存者・遺族、紅十字会の幹部らが来日し、中国大使館関係者をはじめ地元の大館市民、国内からの参加者など総勢200人規模の参列がある。一地方自治体が地元で起きた戦時加害行為の被害者を弔う慰霊活動を続けていることは全国でも珍しく、6月30日当日は市役所に日中両国の国旗が掲揚され、生存者・遺族が市長を表敬訪問し、NPO花岡平和記念会が主宰する歓迎食事会など一連の追悼行事により中国と日本の参加者同士の交流によって、双方のわだかまりを癒す重要な場となっている。
なお、鹿島側の関係者は2002年を最後に式典には出席していない。毎日新聞の取材では、鹿島建設で独自に慰霊事業を行っているとし「和解を大切にし、花岡での歴史を常に直視して、これからも慰霊に努める」と答えている。また、花岡小学校の教員富樫康夫氏が児童とともに、花岡事件のあった場所を訪れ、事件を風化させない活動も行っていた。（昭和59年頃）

### 花岡平和記念館
2002年4月、現地の市民団体がNPO法人「花岡平和記念会」（川田繁幸理事長）を設立し、花岡事件の常設資料展示場の建立を目指して日本全国民に寄付を呼びかけた。記念館建設には地元住民からの抵抗もあったが、2009年6月までに約4000万円の寄付が集まり、約330坪の土地を確保し、2009年9月に「花岡平和記念館」が完成、2010年4月に一般公開された。日本の市民運動によって加害の現場に建てられた日本で初めての記念館であり、これまで国内外から約8000人もの人々が来館している（2019年現在）。

## 日本政府に対する国賠訴訟
花岡平和友好基金運営委員でもある華僑の林伯耀が代表の市民団体が中心となり、生存者と遺族の計13名が日本政府に対し計約7,150万円の損害賠償と謝罪を求める訴訟を、2015年6月26日に大阪地方裁判所に起こした（弁護団長・丹羽雅雄）。花岡事件で日本政府を訴えた初の訴訟であり（当訴訟は大阪の造船所への強制連行も一部含む）、原告らは「中国人を拉致・連行し、強制労働に従事させた上、戦後も事実の隠蔽を続けた」と主張。2020年現在、日本国内で争われている唯一の戦後補償裁判となっている。
2019年1月29日、大阪地方裁判所（酒井良介裁判長）で判決があり、裁判長は「日中共同声明によって裁判上の個人の請求権は放棄された」とした西松建設強制連行訴訟の最高裁判決（2007年）を踏襲、原告側の請求を棄却した。一方で、「国策の下、中国人労働者は強制的または真意に基づかずに日本に移入され、衣食住が著しく制約された劣悪な環境の下で長時間労働に従事し多数の労働者が命を落とした」とし、労働力不足が背景にあった戦時下の国策に基づき強制連行が行われたと事実認定し、付言として裁判を通じて生存者の証言を聞けた意義を語った。
2020年2月4日、大阪高裁（江口とし子裁判長）は、請求を退けた一審判決を支持し、控訴を棄却した。一審同様に強制連行に日本政府の全面的な関与があったと認めて「（労働者らの）精神的・肉体的苦痛は極めて大きかった」と言及した。原告側は上告した。
2021年3月24日、最高裁第二小法廷(菅野博之裁判長）は上告を棄却、本件を上告審として受理しないとの決定を下し、原告の敗訴が確定した。

## 参考資料・参考文献
- 中国人強制連行事件資料編纂委員会編『草の墓標ー中国人強制連行事件の記録』新日本出版社 1964年
- 田中宏・内海愛子・石飛仁解説『資料 中国人強制連行』明石書店 1987年
- 田中宏・内海愛子・新美隆編『資料 中国人強制連行の記録』明石書店 1990年
- 中国人強制連行を考える会『中国人強制連行を考える会ニュース』1990年～
- 中国人強制連行を考える会『花岡 鉱泥の底から』1990年～
- 花岡問題全国連絡会編・発行『中国人強制連行・暗闇の記録』1991年
- 野添憲治『聞き書き花岡事件（増補版）』お茶の水書房 1992年
- 上羽修『中国人強制連行の軌跡』青木書店 1993年
- NHK取材班『幻の外務省報告書 中国人強制連行の記録』NHK出版 1994年5月 ISBN 4140801670
- 訴訟代理人・新美隆他『訴状』鹿島花岡中国人強制連行損害賠償請求事件 1995年6月28日
- 野添憲治『花岡事件の人たち』社会思想社 1995年
- 田中宏・松沢哲成編『中国人強制連行資料』現代書館 1995年
- 石飛仁『花岡事件』現代書館 1996年1月 ISBN 4768400744
- 花岡事件を記録する会編『蘇生する六月』1998年～
- 『専修大学社会科学研究所月報』459号「特集・花岡事件訴訟和解の歴史的法的意義」2001年
- 杉原達『中国人強制連行』岩波新書 2002年5月 ISBN 4004307856
- 花岡研究会編『花岡事件横浜法廷記録』2006年3月ISBN 4901337939
- 新美隆『国家の責任と人権ー軍隊規律論・安全配慮義務の法理ー』2006年8月 桐原書店
- 田中宏 「花岡和解の事実と経過を贈る」『世界』2008年5月号
- 有光健、内海愛子、高木喜孝、岡本厚「『花岡和解』を検証する」『世界』2009年9月号
- 『花岡平和記念館展示パネル』NPO花岡平和記念会
- 新村正人「戦後補償管見 記憶の承継と和解をめぐって」『世界』2019年2月号
- 内田雅敏 『元徴用工 和解への道』ちくま新書 2020年7月 ISBN 9784480073136

ホームページ
- 鹿島建設株式会社
- 中国人強制連行を考える会
- 秋田・花岡事件に学ぶ会
- 「中国人強制連行と花岡事件」に関する取り組み（秋田県本部／大館市役所職員労働組合）
- 135事業場・1944年次官決定・1942年閣議決定・和解関連資料等

花岡和解を考えるための資料・論文
- 「和解条項」（2000年11月29日）／鹿島建設による「花岡事案和解に関するコメント」
- 新美隆「花岡事件 和解の経緯と意義」季刊『戦争責任研究』第31号（2001年春季号）
- 内藤光博「戦後補償裁判における花岡事件訴訟和解の意義」『専修大学社会科学研究所月報』№459 2001年9月20日
- 李恩民「日中間の歴史和解は可能か-中国人強制連行の歴史和解を事例に」『境界研究』No.1 (2010) pp.99-112
- 李恩民「日中歴史和解プロセスの基礎的研究―花岡和解を事例に―」『2009年度大学研究助成 アジア歴史研究報告書』財団法人JFE21世紀財団編 69～80 2010年3月
- 内田雅敏「花岡和解から西松和解へ」『立命館法学』2010年5・6号